# Campionatul Mondial de Scrimă din 1963
Campionatul Mondial de Scrimă din 1963 s-a desfășurat în perioadă 14-28 iulie la Gdańsk în Polonia.

## Rezultate

### Masculin
| Probă                 | Aur                                                                                       | Argint                                                                                 | Bronz                                                                                       |
| Spadă la individual   | Roland Losert (AUT)                                                                       | Yves Dreyfus (FRA)                                                                     | Guram Kostava (URS)                                                                         |
| Spadă pe echipe       | Polonia Bogdan Gonsior Bohdan Andrzejewski Henryk Nielaba Ryszard Parulski Jerzy Strzałka | Franța Yves Dreyfus Jacques Guittet Armand Mouyal Claude Bourquard René Queyroux       | Ungaria · Árpád Bárány · Tamás Gábor · István Kausz · Győző Kulcsár · Zoltán Nemere         |
| Floretă la individual | Jean-Claude Magnan (FRA)                                                                  | Ryszard Parulski (POL)                                                                 | Egon Franke (POL)                                                                           |
| Floretă pe echipe     | Uniunea Sovietică Mark Midler Viktor Jdanovici Gherman Sveșnikov Iuri Rudov Iuri Șarov    | Polonia Witold Woyda Egon Franke Ryszard Parulski Henryk Nielaba Janusz Różycki        | Franța Guy Barrabino Jacques Courtillat Jean-Claude Magnan Daniel Revenu Pierre Rodocanachi |
| Sabie la individual   | Iakov Rîlski (URS)                                                                        | Jerzy Pawłowski (POL)                                                                  | Wladimiro Calarese (ITA)                                                                    |
| Sabie pe echipe       | Polonia Jerzy Pawłowski Wojciech Zabłocki Andrzej Piątkowski Emil Ochyra Ryszard Zub      | Uniunea Sovietică Umiar Mavlihanov Nugzar Asatiani Mark Rakita Iakov Rîlski Valeri Cij | Ungaria · Péter Bakonyi · Attila Kovács · Miklós Meszéna · Tibor Pézsa · József Scerencses  |

## Clasament pe medalii
| Loc | Țară              | Aur | Argint | Bronz | Total |
| --- | ----------------- | --- | ------ | ----- | ----- |
| 1   | Uniunea Sovietică | 3   | 1      | 1     | 5     |
| 2   | Polonia           | 2   | 3      | 1     | 6     |
| 3   | Ungaria           | 1   | 2      | 3     | 6     |
| 4   | Franța            | 1   | 2      | 1     | 4     |
| 5   | Austria           | 1   | 0      | 0     | 1     |
| 6   | Italia            | 0   | 0      | 2     | 2     |